# Handknattleikssamband Íslands
Der Handknattleikssamband Íslands (HSÍ, deutsch: Isländischer Handballverband) ist der nationale Dachverband des Handballsports in Island. Der Handballverband ist Mitglied der Europäischen Handballföderation (EHF) sowie seit 1984 der Internationalen Handballföderation (IHF).